# Ixorida elegans
Ixorida elegans är en skalbaggsart som beskrevs av Heller 1896. Ixorida elegans ingår i släktet Ixorida och familjen Cetoniidae. Inga underarter finns listade i Catalogue of Life.